# Piggs Peak
Koordinaten: 25° 58′ S, 31° 15′ O
Piggs Peak (gelegentlich auch Pigg’s Peak; „afrikanisiert“ auch Spiggy-Speegy oder Spiggy) ist ein Ort in Eswatini. Er liegt im Inkhundla Piggs Peak der Region Hhohho und hat rund 5750 Einwohner. Der Ort liegt 1037 Meter über dem Meeresspiegel im Highveld nördlich von Mbabane. Südlich von Piggs Peak liegt die Talsperre Maguga Dam, nördlich der touristisch bedeutende Wasserfall Phophonyane Falls.
Der Ort wurde 1884 von Goldsuchern gegründet. Benannt wurde er nach William Pigg, einem frühen Bewohner des Ortes. Er entdeckte im selben Jahr eine Goldmine. Peak („Spitze“) bezieht sich auf die Spitze des nahegelegenen Emlembe, des höchsten Berges Es. Bis 1954 wurde nahe der Stadt Gold abgebaut.
In der Umgebung von Piggs Peak wird vor allem Forstwirtschaft betrieben. Piggs Peak ist bekannt für sein Kasino, das in der Zeit der Apartheid bei Südafrikanern beliebt war, da in ihrem Land Glücksspiele starken Einschränkungen unterlagen. In der Stadt gibt es ein staatliches Krankenhaus. 
Die Stadt liegt an der MR1, die westlich von Mbabane beginnt über den Norden Eswatinis hinaus nach Südafrika Richtung Kruger-Nationalpark führt. Nach Westen verläuft die MR20 über Bulembu zur südafrikanischen Grenze. Von dort führt sie als R40 unter anderem nach Barberton. Die MR2 beginnt etwas nördlich von Piggs Peak und führt nach Osten.